# Elena Gemo
Elena Gemo (Galzignano Terme, 17 marzo 1987) è un'ex nuotatrice italiana.
Allenata da Gianni Nagni, è l'attuale detentrice dei record italiani tanto dei 50 m dorso - sia in vasca lunga (28"27) che corta (27"02) - quanto dei 100 m, in lunga (1'00"22) e in corta (57"35). È inoltre primatista della staffetta 4×50 m mista in vasca corta.

## Carriera
Inizialmente specializzata nei 50 e 100 metri farfalla, dal 2005 si è mostrata forte anche nei 50 e 100 metri dorso, ottenendo in questa seconda specialità risultati migliori e più continui, tanto da vincere 20 campionati italiani solo nel dorso nel periodo 2005-2009 e abbandonare la farfalla quasi del tutto nel 2008-2009.
A livello internazionale - dopo un argento, un bronzo e un quarto posto ai Campionati europei giovanili di nuoto 2003, ottenuti rispettivamente nella 4×100 metri mista, nei 100 farfalla e nei 50 farfalla - ha raggiunto:
- il settimo posto con la staffetta 4x50 m mista agli Europei in vasca corta di Dublino nel 2003;
- il 12º posto nei 50 farfalla ai Mondiali di Montréal nei 2005;
- due quarti posti (50 dorso e 4×50 mista) e un settimo posto (100 dorso) agli Europei di Trieste in vasca corta del 2005;
- un quarto ed un sesto posto rispettivamente nella 4x100 m mista e nei 50 dorso ai Mondiali di Shanghai in vasca corta del 2006;
- un sesto e settimo posto nei 100 e 50 metri farfalla agli Europei di Helsinki in vasca corta del 2006.

Si è ritirata nel luglio 2018.

## Primati personali (vasca lunga)
| Distanza      | Tempo   |
| ------------- | ------- |
| 50 m s.l.     | 25"49   |
| 100 m s.l.    | 56"68   |
| 50 m dorso    | 28"07   |
| 100 m dorso   | 1'00"22 |
| 200 m dorso   | 2'12"49 |
| 50 m delfino  | 26"04   |
| 100 m delfino | 59"40   |

## Palmarès
| Mondiali                       | 50 m dorso              | 100 m dorso               | ---                     | 50 m farfalla           | 100 m farfalla          | 4×100 m st. libero           | 4×100 m mista                        |
| 2005 Montréal Canada           | 21ª in batteria 29"65   | ---                       | ---                     | 12ª in semifinale 27"27 | ---                     | ---                          | ---                                  |
| 2007 Melbourne Australia       | 16ª in semifinale 29"94 | 18ª in batteria 1'02"43   | ---                     | 17ª in batteria 27"35   | 28ª in batteria 1'00"46 | ---                          | 10ª - 4'06"64 frazione: 1'02"53      |
| 2009 Roma Italia               | 16ª in semifinale 28"32 | 19ª in batteria 1'01"10   | ---                     | ---                     | ---                     | ---                          | squal. in batteria frazione: 1'01"00 |
| 2011 Shanghai Cina             | 24ª in batteria 29"12   | 20ª in batteria 1'01"62   | ---                     | 17ª in batteria 26"86   | ---                     | ---                          | 14ª - 4'04"74 frazione: 1'02"65      |
| Mondiali in vasca corta        | 50 m dorso              | 100 m dorso               | ---                     | 50 m farfalla           | 100 m farfalla          | 4×100 m st. libero           | 4×100 m mista                        |
| 2006 Shanghai Cina             | 6ª 27"86                | 12ª in semifinale 1'00"53 | ---                     | 14ª in semifinale 26"95 | ---                     | 7ª nuota in batteria         | 4ª - 4'01"07 frazione: 59"93         |
| 2010 Dubai Emirati Arabi Uniti | 10ª in semifinale 27"19 | 15ª in semifinale 59"05   | ---                     | ---                     | ---                     | ---                          | 7ª - 3'57"58 frazione: 58"65         |
| Europei                        | 50 m dorso              | 100 m dorso               | 200 m dorso             | 50 m farfalla           | 100 m farfalla          | 4×100 m st. libero           | 4×100 m mista                        |
| 2006 Budapest Ungheria         | 11ª in semifinale 29"34 | 20ª in batteria 1'03"98   | ---                     | 7ª 27"05                | 6ª 59"44                | ---                          | ---                                  |
| 2008 Eindhoven Paesi Bassi     | 9ª in semifinale 29"41  | 11ª in semifinale 1'02"87 | ---                     | 19ª in batteria 27"46   | 30ª in batteria 1'01"58 | ---                          | 9ª - 4'11"17 frazione: 1'00"71       |
| 2010 Budapest Ungheria         | 8ª 28"81                | 13ª in semifinale 1'02"27 | 23ª in batteria 2'17"06 | ---                     | ---                     | ---                          | 5ª - 4'05"53 frazione: 1'01"85       |
| Europei in vasca corta         | 50 m dorso              | 100 m dorso               | 200 m dorso             | 50 m farfalla           | 100 m farfalla          | 4×50 m st. libero            | 4×50 m mista                         |
| 2003 Dublino Irlanda           | ---                     | ---                       | ---                     | 23ª in batteria 27"69   | 27ª in batteria 1'01"11 | ---                          | 7ª - 1'52"29 frazione: 27"25         |
| 2005 Trieste Italia            | 4ª 27"68                | 7ª 59"54                  | ---                     | ---                     | ---                     | ---                          | 4ª - 1'50"16 frazione: 28"28         |
| 2008 Fiume Croazia             | Bronzo 26"77            | 4ª 57"35                  | 18ª in batteria 2'10"60 | ---                     | ---                     | 4ª - 1'38"88 frazione: 24"63 | Bronzo: 1'47"05 frazione: 26"90      |
| 2009 Istanbul Turchia          | 9ª 27"18                | 4ª 57"68                  | 25ª in batteria 2'09"31 | ---                     | ---                     | 4ª - 1'39"03 frazione: 24"80 | 8ª - 1'47"70 frazione: 27"30         |
| 2010 Eindhoven Paesi Bassi     | Argento 27"13           | 9ª in semifinale 59"34    | 15ª in batteria 2'09"98 | 7ª 26"31                | ---                     | 5ª - 1'40"44 frazione: 25"25 | Bronzo: 1'49"56 frazione: 25"95      |
| 2015 Netanya Israele           | 8ª 26"89                | 16ª in semifinale 59"64   | ---                     | 12ª in semifinale 26"17 | ---                     | ---                          | Bronzo: 1'45"73 frazione: 26"95      |
| Giochi del Mediterraneo        | 50 m dorso              | 100 m dorso               | ---                     | 50 m farfalla           | ---                     | ---                          | 4×100 m mista                        |
| 2005 Almeria Spagna            | Argento 29"20           | ---                       | ---                     | Oro 27"55               | ---                     | ---                          | ---                                  |
| 2009 Pescara Italia            | Oro 28"60               | ---                       | ---                     | ---                     | ---                     | ---                          | ---                                  |
| 2013 Mersin Turchia            | ---                     | Oro 1'01"57               | ---                     | ---                     | ---                     | ---                          | Oro 4'04"58                          |
| Universiadi                    | 50 m dorso              | 100 m dorso               | ---                     | 50 m farfalla           | ---                     | ---                          | 4×100 m mista                        |
| 2007 Bangkok Thailandia        | 10ª 29"34               | 15ª 1'03"44               | ---                     | 30ª in batteria 28"59   | ---                     | ---                          | ---                                  |
| 2009 Belgrado Serbia           | 6ª 28"78                | squal. in batteria "      | ---                     | ---                     | ---                     | ---                          | Argento: 4'02"75 frazione: 1'01"70   |
| 2013 Kazan Russia              | ---                     | ---                       | ---                     | Bronzo 26"28            | ---                     | ---                          | Argento 4'02"61                      |
| Europei giovanili              | ---                     | ---                       | ---                     | 50 m farfalla           | 100 m farfalla          | ---                          | 4 x 100 m mista                      |
| 2002 Linz Austria              | ---                     | ---                       | ---                     | 5ª 28"16                | Bronzo 1'02"67          | ---                          | 8ª - 4'20"50 frazione: 1'03"47       |
| Glasgow 2003 Scozia            | ---                     | ---                       | ---                     | 4ª 28"00                | Bronzo 1'01"02          | ---                          | Argento: 4'13"49 frazione: 1'01"01   |

### Campionati italiani
40 titoli individuali e 25 in staffette, così ripartiti:
- 1 nei 50 m stile libero
- 14 nei 50 m dorso
- 14 nei 100 m dorso
- 3 nei 200 m dorso
- 6 nei 50 m farfalla
- 2 nei 100 m farfalla
- 3 nella staffetta 4×50 m stile libero
- 7 nella staffetta 4×100 m stile libero
- 1 nella staffetta 4×200 m stile libero
- 4 nella staffetta 4×50 m mista
- 10 nella staffetta 4×100 m mista

nd = non disputata
| Anno | Edizione    | st.libero 50 m | dorso 50 m | dorso 100 m | dorso 200 m | farfalla 50 m | farfalla 100 m | st.libero 4×50 m | st.libero 4×100 m | st.libero 4×200 m | mista 4×50 m | mista 4×100 m |
| ---- | ----------- | -------------- | ---------- | ----------- | ----------- | ------------- | -------------- | ---------------- | ----------------- | ----------------- | ------------ | ------------- |
| 2002 | Estivi      | -              | 3          | -           | -           | -             | 3              | nd               | -                 | -                 | nd           | -             |
| 2002 | Invernali   | -              | -          | -           | -           | 2             | 3              | -                | nd                | nd                | -            | nd            |
| 2003 | Primaverili | -              | -          | -           | -           | 3             | -              | nd               | -                 | -                 | nd           | -             |
| 2003 | Invernali   | -              | -          | -           | -           | 2             | 2              | 1                | nd                | nd                | 1            | nd            |
| 2004 | Primaverili | -              | 2          | -           | -           | 2             | 2              | nd               | -                 | -                 | nd           | 1             |
| 2004 | Estivi      | -              | -          | -           | -           | 3             | -              | nd               | -                 | -                 | nd           | 1             |
| 2004 | Invernali   | -              | 2          | -           | -           | 1             | -              | 2                | nd                | nd                | 1            | nd            |
| 2005 | Primaverili | -              | 1          | -           | -           | 2             | -              | nd               | -                 | -                 | nd           | 1             |
| 2005 | Estivi      | -              | 1          | 3           | -           | 2             | 3              | nd               | 1                 | -                 | nd           | 1             |
| 2005 | Invernali   | -              | 1          | 1           | -           | 2             | 3              | 2                | nd                | nd                | 1            | nd            |
| 2006 | Primaverili | -              | 1          | 1           | -           | 2             | -              | nd               | 1                 | -                 | nd           | 1             |
| 2006 | Estivi      | -              | -          | -           | -           | 1             | 1              | nd               | 3                 | -                 | nd           | 1             |
| 2006 | Invernali   | -              | 1          | 1           | -           | 1             | 1              | nd               | nd                | nd                | nd           | nd            |
| 2007 | Primaverili | -              | 1          | 2           | -           | 2             | -              | nd               | 2                 | 1                 | nd           | 2             |
| 2007 | Estivi      | -              | 1          | 1           | -           | 2             | -              | nd               | 1                 | 2                 | nd           | -             |
| 2007 | Invernali   | -              | 1          | 1           | -           | 3             | 2              | nd               | nd                | nd                | nd           | nd            |
| 2008 | Primaverili | -              | -          | 2           | -           | -             | 3              | nd               | -                 | -                 | nd           | -             |
| 2008 | Estivi      | -              | 1          | 1           | -           | -             | -              | nd               | -                 | -                 | nd           | -             |
| 2008 | Invernali   | 1              | 1          | 1           | -           | 1             | -              | nd               | nd                | nd                | nd           | nd            |
| 2009 | Primaverili | -              | 1          | 1           | -           | 3             | -              | nd               | 1                 | -                 | nd           | 1             |
| 2009 | Estivi      | -              | -          | 1           | -           | -             | -              | nd               | 1                 | -                 | nd           | 3             |
| 2009 | Invernali   | -              | 1          | 1           | 1           | -             | -              | nd               | nd                | nd                | nd           | nd            |
| 2010 | Primaverili | -              | 1          | 1           | 2           | -             | -              | nd               | 1                 | -                 | nd           | 1             |
| 2010 | Estivi      | -              | -          | 1           | 1           | 1             | -              | nd               | nd                | nd                | nd           | nd            |
| 2010 | Invernali   | -              | 2          | -           | -           | -             | -              | 1                | nd                | nd                | 1            | nd            |
| 2011 | Primaverili | -              | 2          | 1           | 3           | 1             | -              | nd               | 3                 | -                 | nd           | 1             |
| 2011 | Estivi      | -              | 3          | -           | -           | 2             | -              | 1                | nd                | nd                | 2            | nd            |
| 2011 | Invernali   | -              | 1          | 1           | 1           | -             | -              | nd               | 1                 | nd                | nd           | 1             |